# Dorothy Gish
Dorothy Elizabeth Gish (Massillon, 11 marzo 1898 – Rapallo, 4 giugno 1968) è stata un'attrice, sceneggiatrice e regista statunitense, famosa all'epoca del muto. Era la sorella di Lillian Gish.

## Controversie sul cognome
Per molti anni si è creduto che il vero cognome delle sorelle Gish fosse "De Guiche" o "de Guiche", invece il loro cognome era effettivamente "Gish".
Nel libro Lillian Gish: la sua leggenda, la sua vita, una biografia di Charles Affron, l'autore afferma che "il nome Gish era fonte di alcune mistificazioni. Nel 1922, al momento dell'uscita del film Orphans of the Storm (Le due orfanelle), Lillian riferì che il cognome fosse Gish, di origine francese, discendente dal Duca de Guiche. La dichiarazione però fu un falso da parte della stampa. Qualche anno dopo, la storia è stata modificata leggermente in modo che "De Guiche" diventasse il più illustre "Duc de Guise". Nella realtà, fra gli antenati delle sorelle Gish c'erano un prozio probabilmente assassinato in un viaggio d'affari a Philadelphia e quattro cugini che hanno prestato servizio nella Guerra Civile statunitense. Il padre di Lillian e Dorothy, James Leigh Gish era il più giovane dei quattro figli di David Gish (1814-1888) e Diana Caroline Waltz".

## Biografia
Sorella minore di Lillian, Dorothy Gish nacque a Massillon, nell'Ohio, da James Leigh Gish e Mary Robinson McConnell. La madre venne abbandonata dal marito con le figlie ancora piccole e dovette allevare da sola le bambine.

### L'attrice
Nel 1912, Mary Pickford, un'amica canadese che faceva l'attrice, le presentò al famoso regista David Wark Griffith. Le due sorelle cominciarono a recitare per la Biograph, la casa di produzione che aveva sede a New York e per cui lavorava Griffith. Debuttarono insieme in un suo film, An Unseen Enemy, iniziando una carriera che le avrebbe portato a diventare entrambe delle star.
In Cuori del mondo, del 1918, un film sulla prima guerra mondiale e la devastazione della Francia, Dorothy trovò il suo primo punto d'appoggio, avendo un successo personale in un ruolo comico che ha focalizzato l'essenza del suo umorismo. Nel ruolo della "Piccola Disturbatrice", una cantastorie, la sua performance è stato il culmine comico del film, e la sua riuscita caratterizzazione del personaggio la lanciò verso una carriera come star di film comici.
Per The Birth of a Nation (Nascita di una nazione) e Intolerance, il regista Griffith non scritturò Dorothy ma le fece provare nuovi generi cinematografici in numerosi lungometraggi realizzati dalla casa cinematografica Triangle and Mutual releases. Questi film furono diretti da giovani registi, sotto l'ala protettrice di Griffith, come Donald Crisp, James Kirkwood e Christy Cabanne. Successivamente, Elmer Clifton, un altro giovane regista allievo di Griffith, diresse una serie di sette commedie firmate Paramount con Dorothy, che furono così popolari e di successo che gli incassi contribuirono a pagare il costo dei poemi epici di Griffith. Questo tipo di film erano molto popolari presso il pubblico e con buone recensioni da parte della critica. Dorothy si specializzò così nella pantomima e la commedia leggera, mentre la sorella Lillian apparve in ruoli tragici. Dorothy divenne famosa in questa lunga serie di film per le case cinematografiche Triangle Film Corporation e Paramount, negli anni tra 1918 e il 1920, tutte sotto la supervisione di David Griffith. Purtroppo, quasi tutte queste pellicole sono da considerarsi perdute.
Nel luglio 1925, sul Ladies' Home Journal, apparve un articolo firmato da Dorothy intitolato "E quindi sono una commediante", in cui lei descriveva il suo personaggio pubblico: "... e così io sono un'attrice comica, anche se avrei voluto girare film epici e tragici. Oggi la mia volontà di recitare in parti serie è spesso fraintesa dal pubblico, sia nel teatro che nelle pellicole. Viene spesso da pensare che la commedia sia espressione di un'arte minore, un talento casuale per le pagliacciate, perché fanno parte della vita. Agli occhi di tante persone, la commedia non solo è l'assenza di effetto studiato e recitato, ma anche assenza d'arte".
Nel 1939, alle sorelle Gish arrivò una sorpresa inattesa. "Io e Dorothy siamo andate a vedere la messa in scena di Life with Father, a New York, interpretata da Howard Lindsay e Dorothy Stickney", scrive Lillian nella sua autobiografia. "Dopo lo spettacolo ho pensato: "Questo è il teatro che l'America stava aspettando!". Lillian pensò che la popolare rappresentazione fosse perfetta per tutte quelle persone che avevano amato i film con lei, Mary Pickford e Dorothy. Lillian conobbe i produttori e fu sorpresa che essi fossero entusiasti di farne un tour in tutti gli Stati Uniti, con l'accordo di produrre anche un film con Mary Pickford (cosa che non si realizzò mai).
Durante gli anni '50, la televisione offrì a molti attori l'opportunità di apparire nelle commedie trasmesse in diretta. Dorothy esordì nel nuovo mezzo, apparendo la sera del 24 novembre 1955 in una produzione della NBC (National Broadcasting Company) dal titolo Lux Video Theatre.
Dagli anni trenta fino alla sua morte, Dorothy Gish apparve soltanto in cinque film.
Il regista Otto Preminger lavorò con lei nel 1946, durante le riprese del suo musical Bellezze rivali; lei affermò di essersi divertita molto, insieme agli altri colleghi, a cantare le canzoni di Jerome Kern.
The Whistle at Eaton Falls, nel 1951, fu un film drammatico, prodotto da Louis de Rochemont, in cui Dorothy recitò la parte della vedova del proprietario di un mulino.
Ha anche fatto altre apparizioni nelle varie serie televisive antologiche, nei primi anni 1950. La sua ultima apparizione fu quando, nel 1963, interpretò la madre del protagonista in un altro film di Otto Preminger, dal titolo Il cardinale.

### Dietro la macchina da presa
Nel 1913, firmò la sceneggiatura di The Suffragette Minstrels, pellicola dove ricoprì un ruolo secondario. Dorothy co-diresse nel 1917 Her Official Fathers, un film di cui era anche protagonista.

### Morte
Morì nel 1968, di broncopolmonite, all'età di 70 anni, in una clinica di Rapallo, in Italia, dove Dorothy era stata una paziente per due anni. Al suo fianco, c'era la sorella Lillian. Dorothy Gish fu sepolta nella Saint Bartholomew's Episcopal Church, a New York. Sua sorella Lillian venne poi sepolta accanto a lei.

## Vita privata

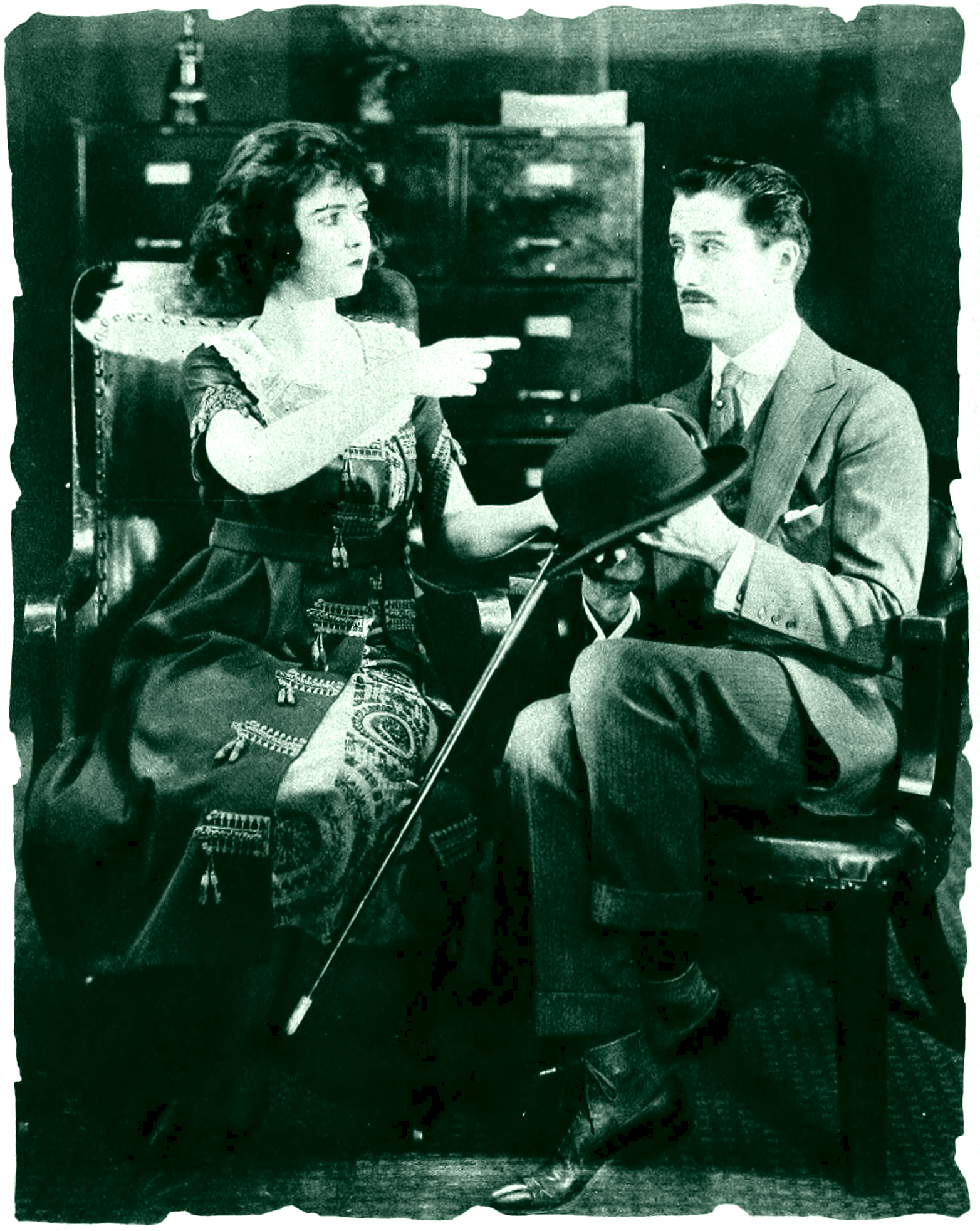
Insieme a James Rennie in una scena di Remodeling Her Husband

Nel 1920 si sposò con James Rennie (1890-1965), un attore di origine canadese che lavorò con lei quello stesso anno nel film Remodeling Her Husband, dove fu diretta dalla sorella maggiore Lillian che firmò come regista solo questo film. La cerimonia nuziale fu doppia perché insieme a Dorothy e a Rennie, si unirono in matrimonio anche l'attrice Constance Talmadge e l'uomo d'affari John Piagoglou.
La Gish e Rennie divorziarono nel 1935.

## Riconoscimenti
- Hollywood Walk of Fame (Star of Motion Pictures; 6385 di Hollywood Blvd; 8 febbraio 1960)
- Young Hollywood Hall of Fame (1908-1919)

### Dediche
- Nel 1973, il regista francese François Truffaut, grande amante del cinema classico, dedicò a Dorothy e a Lillian il film Effetto notte (La Nuit américaine). La dedica alle sorelle Gish chiude i titoli di testa del film.

## Galleria d'immagini

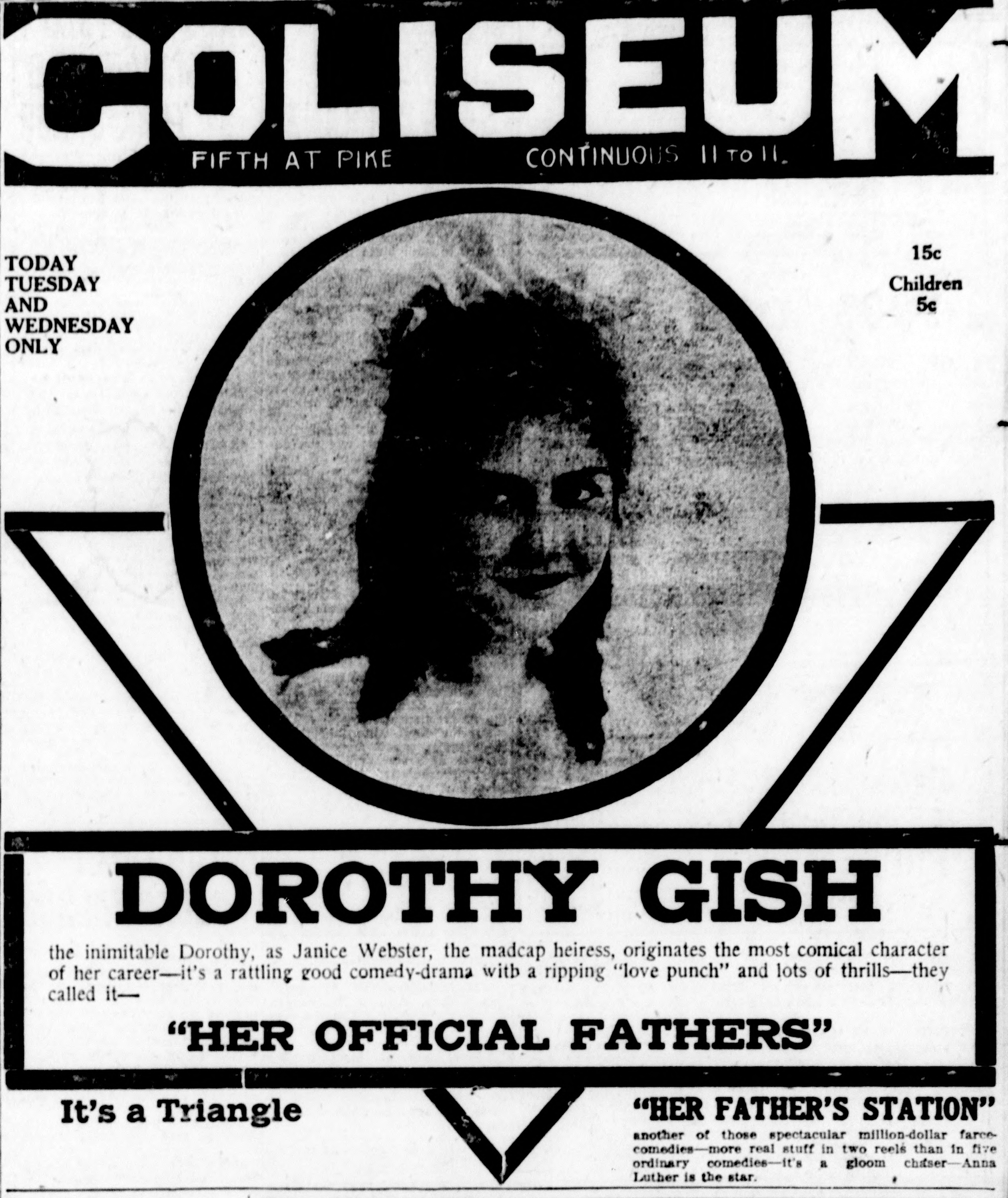
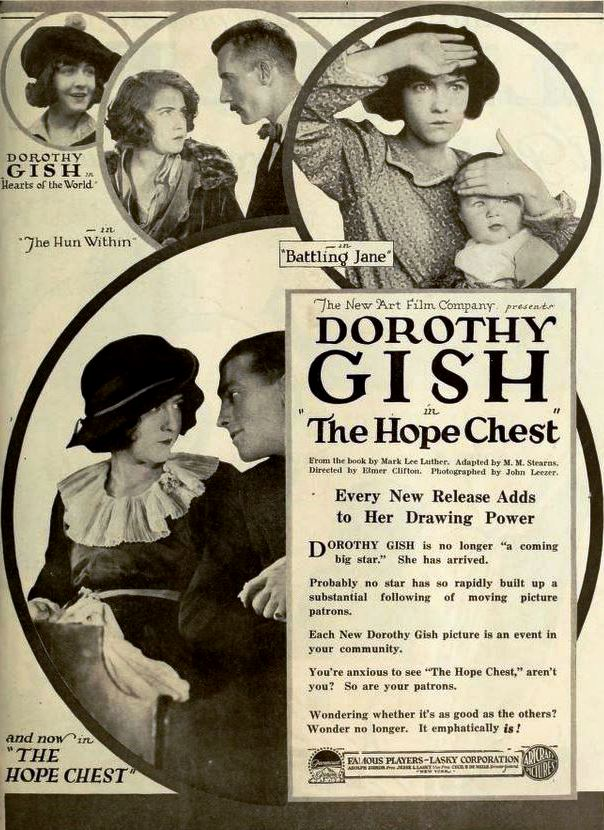
The Hope Chest (1918)
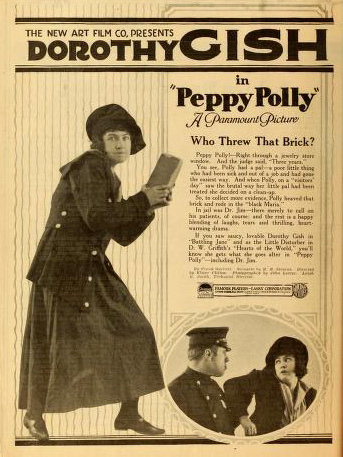
Peppy Polly (1919)
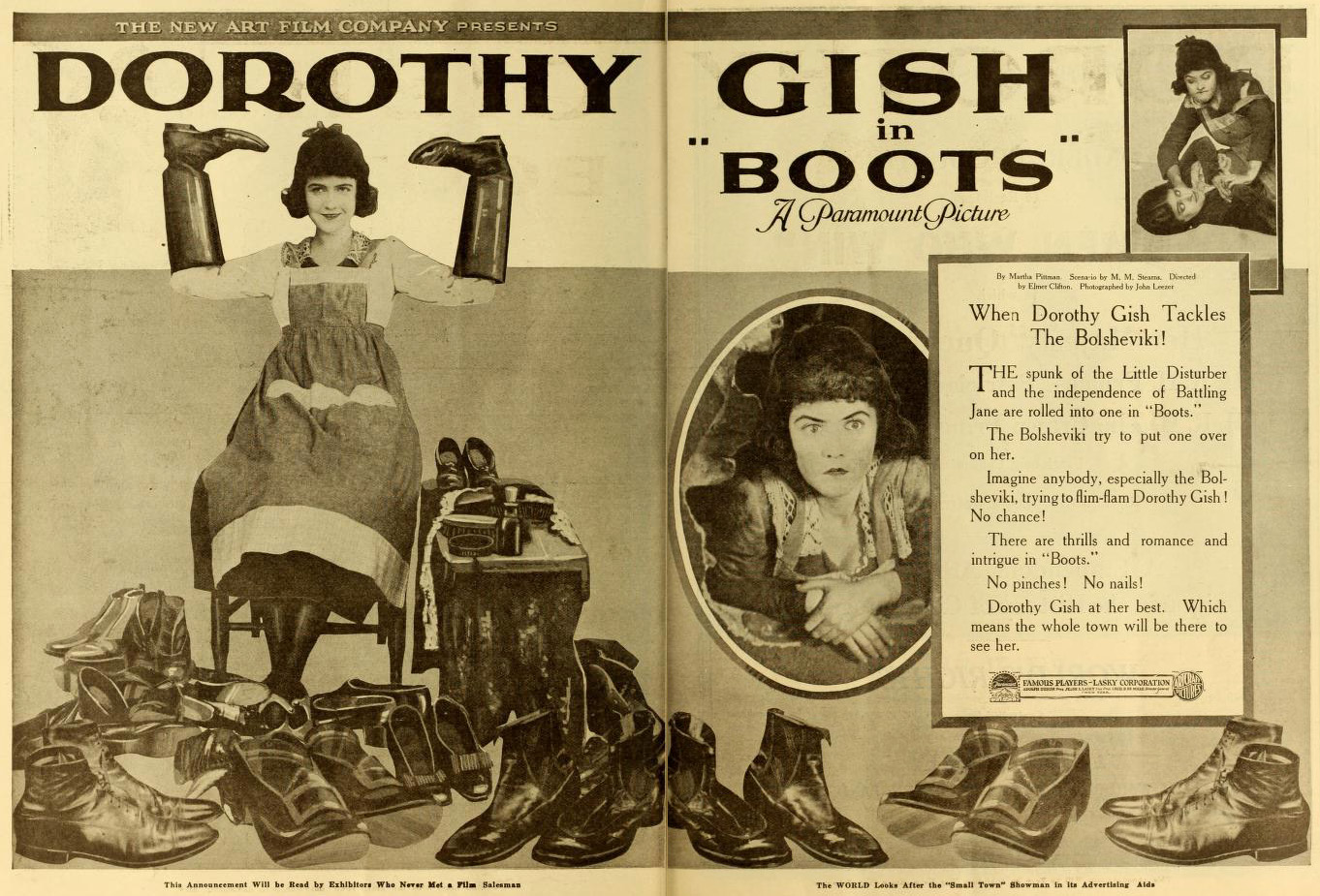
Boots (1919)
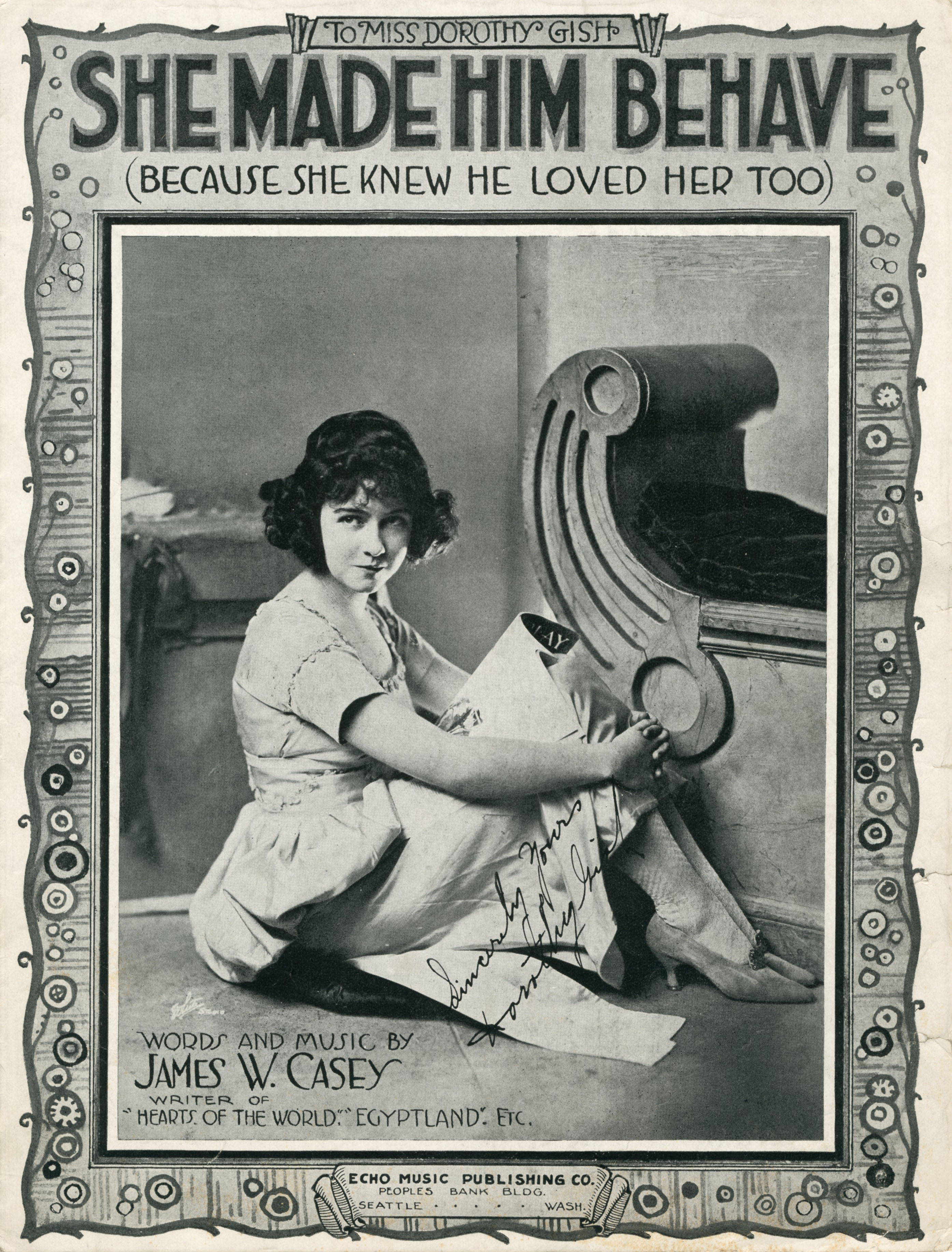
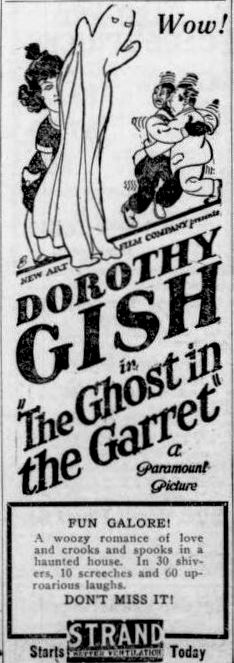
The Ghost in the Garret (1921)
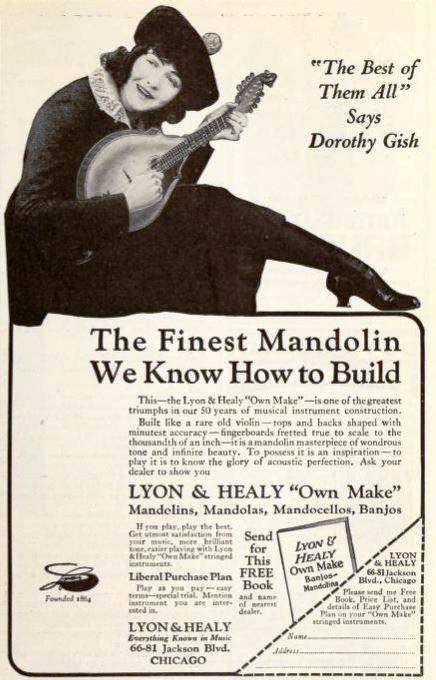
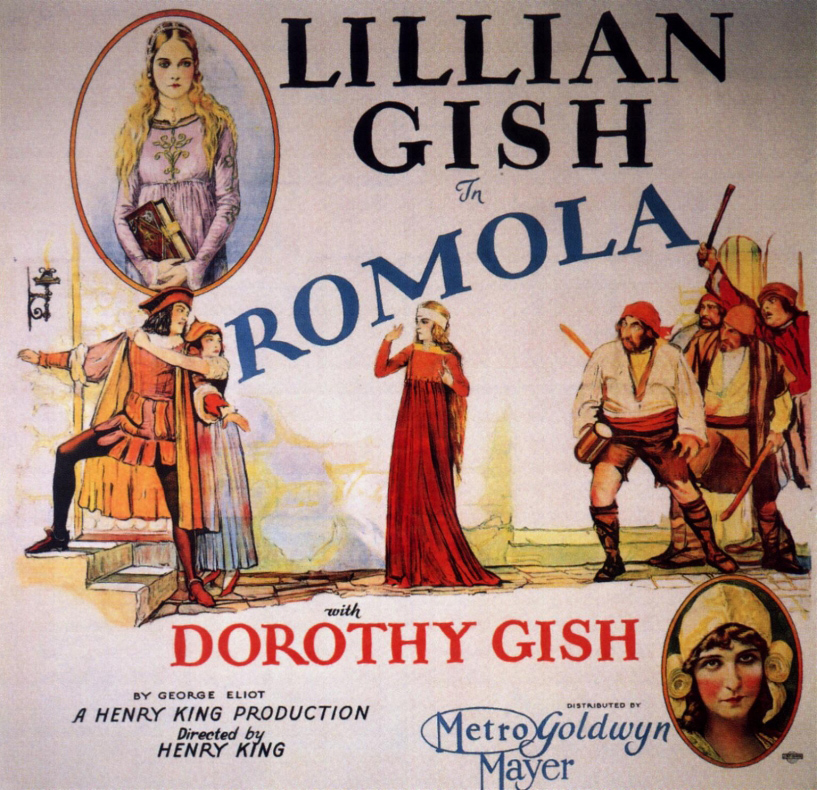
Romola (1924)

## Filmografia
La filmografia è parziale. Quando manca il nome del regista, questo non viene riportato nei titoli

### Attrice
- An Unseen Enemy, regia di David W. Griffith – cortometraggio (1912)
- Two Daughters of Eve, regia di D.W. Griffith – cortometraggio (1912)
- So Near, Yet So Far, regia di D.W. Griffith – cortometraggio (1912)
- The Painted Lady, regia di D.W. Griffith – cortometraggio (1912)
- The Musketeers of Pig Alley, regia di D.W. Griffith – cortometraggio (1912)
- Gold and Glitter, regia di D.W. Griffith e Frank Powell (1912)
- My Baby, regia di David W. Griffith – cortometraggio (1912)
- The Informer, regia di David W. Griffith – cortometraggio (1912)
- Brutality, regia di David W. Griffith – cortometraggio (1912)
- Il cappello di Parigi (The New York Hat), regia di David W. Griffith – cortometraggio (1912)
- My Hero, regia di David W. Griffith – cortometraggio (1912)
- The Burglar's Dilemma, regia di David W. Griffith – cortometraggio (1912)
- A Cry for Help, regia di David W. Griffith – cortometraggio (1912)
- Oil and Water, regia di David W. Griffith – cortometraggio (1913)
- Broken Ways, regia di David W. Griffith – cortometraggio (1913)
- The Perfidy of Mary, regia di David W. Griffith – cortometraggio (1913)
- The Lady and the Mouse, regia di David W. Griffith – cortometraggio (1913)
- Just Gold, regia di David W. Griffith – cortometraggio (1913)
- His Mother's Son, regia di D.W. Griffith – cortometraggio (1913)
- Red Hicks Defies the World, regia di Dell Henderson – cortometraggio (1913)
- Almost a Wild Man, regia di Dell Henderson – cortometraggio (1913)
- Her Mother's Oath, regia di David W. Griffith – cortometraggio (1913)
- The Reformers; or, The Lost Art of Minding One's Business, regia di D.W. Griffith – cortometraggio (1913)
- Pa Says, regia di Dell Henderson – cortometraggio (1913)
- The Vengeance of Galora, regia di Anthony O'Sullivan (1913)
- Those Little Flowers, regia di Dell Henderson (1913)
- The Widow's Kids, regia di Dell Henderson (1913)
- Papa's Baby, regia di Dell Henderson (1913)
- The Suffragette Minstrels, regia di Dell Henderson – cortometraggio (1913)
- The Adopted Brother, regia di David W. Griffith (1913)
- The Lady in Black, regia di Dell Henderson (1913)
- A Cure for Suffragettes, regia di Edward Dillon (1913)
- By Man's Law, regia di Christy Cabanne (1913)
- The House of Discord, regia di James Kirkwood (1913)
- Classmates, regia di James Kirkwood (1914)
- Her Old Teacher, regia di Travers Vale (1914)
- Her Father's Silent Partner, regia di Donald Crisp (1914)
- Giuditta di Betulla (Judith of Bethulia), regia di David W. Griffith (1914)
- The Floor Above, regia di James Kirkwood (1914)
- The Mysterious Shot, regia di [onald Crisp – cortometraggio (1914)
- L'albergo del terrore (The Old Man) (1914)
- Cigar Butts (1914)
- The Mountain Rat, regia di James Kirkwood (1914)
- The Different Man, regia di John B. O'Brien (1914)
- Liberty Belles, regia di Dell Henderson (1914)
- Amore di madre o Home, Sweet Home, regia di D.W. Griffith (1914)
- A Fair Rebel, regia di Frank Powell (1914)
- The Wife, regia di David Miles (1914)
- Silent Sandy, regia di James Kirkwood (1914)
- The Newer Woman, regia di Donald Crisp (1914)
- La ribellione di Kitty Belle (The Rebellion of Kitty Belle), regia di Christy Cabanne (1914)
- Their First Acquaintance, regia di Donald Crisp (1914)
- Arms and the Gringo, regia di Christy Cabanne (1914)
- The Suffragette's Battle in Nuttyville, regia di Christy Cabanne (1914)
- The City Beautiful, regia di Christy Cabanne (1914)
- The Painted Lady (1914)
- Man's Enemy, regia di Frank Powell (1914)
- Ragnatela (The Avenging Conscience: or 'Thou Shalt Not Kill'), regia di D.W. Griffith (1914)
- The Tavern of Tragedy, regia di Donald Crisp (1914)
- Her Mother's Necklace, regia di Donald Crisp (1914)
- A Lesson in Mechanics, regia di Christy Cabanne (1914)
- Granny, regia di Christy Cabanne – cortometraggio (1914)
- Down the Hill to Creditville, regia di Donald Crisp – cortometraggio (1914)
- La spiaggia del destino (Sands of Fate), regia di Donald Crisp (1914)
- The Warning, regia di Donald Crisp (1914)
- Jordan Is a Hard Road, regia di Allan Dwan (1915)
- Betty of Greystone, regia di Allan Dwan (1916)
- Children of the Feud, regia di Joseph Henabery (1916)
- Stage Struck, regia di Edward Morrissey - mediometraggio (1917)
- Her Official Fathers, regia di Dorothy Gish, Elmer Clifton e Joseph Henabery (1917)
- Boots, regia di Elmer Clifton (1919)
- Remodeling Her Husband, regia di Lillian Gish (1920)
- Little Miss Rebellion, regia di George Fawcett (1920)
- Le due orfanelle (Orphans of the Storm), regia di David W. Griffith (1921)
- The Country Flapper, regia di F. Richard Jones (1922)
- The Bright Shawl, regia di John S. Robertson (1923)
- Clothes Make the Pirate, regia di Maurice Tourneur (1925)
- Camille, regia di Ralph Barton (1926)
- Madame Pompadour, regia di Herbert Wilcox (1927)
- Our Hearts Were Young and Gay, regia di Lewis Allen (1944)
- Bellezze rivali (Centennial Summer), regia di Otto Preminger (1946)
- Il fischio a Eaton Falls (The Whistle at Eaton Falls), regia di Robert Siodmak (1951)
- The Alcoa Hour – serie TV, episodio 2x04 (1956)

### Regista
- Her Official Fathers, co-regia di Elmer Clifton e Joseph Henabery (1917)

### Sceneggiatrice
- The Suffragette Minstrels, regia di Dell Henderson – cortometraggio (1913)